# Barbara Faron
Barbara Faron (ur. 25 października 1977 w Limanowej) – polska pisarka, publicystka, redaktorka, polonistka, historyk i nauczycielka.

## Życiorys
Wychowywała się w małopolskiej wsi Kamienica. Ukończyła studia filologiczne (filologia polska) na Uniwersytecie Jagiellońskim oraz studia podyplomowe na Wydziale Historycznym Uniwersytetu Jagiellońskiego. Pracuje jako nauczycielka języka polskiego i historii oraz redaktor (m.in. przy redakcji przewodników turystycznych). Publikuje m.in. artykuły z zakresu szeroko pojętej humanistyki oraz utwory dla dzieci i młodzieży. Publikowała m.in. w czasopismach „Focus Historia", „Uważam Rze Historia", „Tudorowie" oraz na portalu astrahistoria.
W 2007 opowiadaniem „O parobkowych dzieciskach” zdobyła pierwsze miejsce w konkursie prozatorskim Fabrica Librorum. W 2008 wydała historyczno-obyczajową powieść „Zniewolona”, której akcja została osadzona w realiach XIX-wiecznych, stylizowaną na literaturę ówczesną. W 2008 miała premierę bajka dla dzieci „Zazie na bezludnej wyspie” (e-book), która w 2010 zdobyła pierwsze miejsce (głosowanie internautów) w kategorii książki młodzieżowe, w konkursie „Najlepsze książki na wiosnę”. W 2009 opowiadanie „O potomkach fartownego przybłędy” otrzymało wyróżnienie Stefana Dardy w I Konkursie Literackim o Platynowy Kałamarz. „O potomkach fartownego przybłędy”, stylizowane na ludowe opowiadanie, należy do tomu „Ballady Beskidzkiego Dziada”, którego tematyka porusza m.in. obyczaje i wierzenia mieszkańców Kamienicy na przestrzeni XX wieku. W 2023 książka W alchemii, łaźni i pod szubienicą. Historyczny spacer po dawnym Krakowie otrzymała nagrodę w prestiżowym konkursie Krakowska Książka Miesiąca Września 2023.
W publikacjach książkowych z zakresu historii zajmuje się losami kobiet z dynastii Piastów, dawną obyczajowością i historią Krakowa. 
Mieszka w Krakowie.

## Publikacje książkowe[6]
- 2008: Zniewolona; powieść historyczno-obyczajowa
- 2010: Ballady Beskidzkiego Dziada
- 2010: Szczęście smakuje truskawkami
- 2017: Siedem śmierci. Jak umierano w dawnych wiekach, współautorka: Agnieszka Bukowczan-Rzeszut
- 2018: Święte i tygrysice. Piastówny i żony Piastów 1138–1320
- 2019: Piastówny na tronach Europy
- 2019: Jak przetrwać w zabobonnym Krakowie
- 2021: Jak przetrwać zarazy w dawnej Polsce
- 2023: W alchemii, łaźni i pod szubienicą. Historyczny spacer po dawnym Krakowie, współautorzy: Agnieszka Bukowczan-Rzeszut i Karol Ossowski
- 2024: W gontynie, jesziwie i na Psim Rynku